# Perceval de La Baume
Perceval de La Baume ou La Balme (Percivallo de Balma) est un ecclésiastique du XVe siècle, issu de la famille de La Balme, évêque de Mondovi (1429-1438), puis de Belley (1438-1444), avant de devenir abbé d'Hautecombe (1444-1453).

### Origines
La date de naissance de Perceval de La Baume ou La Balme, ou encore La Beaume (chez Besson), n'est pas connue en l'état des connaissances.
Il est traditionnellement donné pour fils d'Amblard II, seigneur de Perès et de La Balme-sur-Cerdon, appartenant à une branche de la famille de La Balme, et de sa seconde femme, qu'il épouse en 1457, selon Guichenon (1650). Toutefois, les dates ne peuvent correspondre et il le font plus probablement fils d'Amblard I, selon Moréri (1743).
Blanchard (1867), auteur d'un ouvrage sur l'abbaye de Hautecombe, relatait qu'« il unissait la beauté physique aux qualités morales ».

### Carrière ecclésiastique
Perceval de La Baume est prieur de Saint-Benoît-de-Cessieu (Seissieu/Seyserieu),, en Bugey.
Il devient le quatrième évêque de Mondovi, en Piémont, en 1429/1430,. Blanchard relate que François Augustin Della Chiesa, homme d'église et historien du XVIIe siècle, le qualifiait de « zélateur de la foi, vainqueur des hérétiques » et qu'il a fait « brûler publiquement trois sorcières pour maléfices prouvés et avoués ».
Il est transféré sur le trône de Belley, en 1438,.
En 1439, il est le gardien du conclave de Bâle,, qui voit l'élection duc de Savoie, Amédée VIII, comme antipape, sous le nom de Félix V. En 1444, Félix V lui donne l'abbatiat de Hautecombe, échange de l'évêché de Belley, avec Pierre de Bolomier,. Il est gratifié du patriarcat de Gradisque (ou Grado) la même année,.